# Temporada da NHL de 1975–76
A temporada da NHL de 1975–76 foi a 59.ª temporada da National Hockey League (NHL). Dezoito times jogaram 80 jogos. 

## Temporada Regular
O Montreal Canadiens estabeleceu recordes de vitória, com 58, e pontos, com 127, iniciando uma sequência de quatro anos em que iria dominar a liga na temporada regular e venceria quatro títulos seguidos da Stanley Cup. 
A grande negociação do ano foi a venda do central astro do Boston Bruins Phil Esposito e do astro da defesa Carol Vadnais para o New York Rangers pelo central Jean Ratelle e pelo grande astro da defesa Brad Park. Tanto Ratelle quanto Park seriam muito úteis para os Bruins nos anos seguintes, enquanto os dias de Esposito como grande artilheiro da NHL haviam ficado para trás.

### Classificação Final
Nota: PJ = Partidas Jogadas, V = Vitórias, D = Derrotas, E = Empates, Pts = Pontos, GP = Gols Pró, GC = Gols Contra,PEM=Penalizações em Minutos 

Times que se classificaram aos play-offs estão destacados em negrito

#### Conferência Príncipe de Gales
| Divisão Adams           | J  | V  | D  | E  | Pts | GP  | GC  | PEM  |
| ----------------------- | -- | -- | -- | -- | --- | --- | --- | ---- |
| Boston Bruins           | 80 | 48 | 15 | 17 | 113 | 313 | 237 | 1195 |
| Buffalo Sabres          | 80 | 46 | 21 | 13 | 105 | 339 | 240 | 943  |
| Toronto Maple Leafs     | 80 | 34 | 31 | 15 | 83  | 294 | 276 | 1368 |
| California Golden Seals | 80 | 27 | 42 | 11 | 65  | 250 | 278 | 1058 |

| Divisão Norris      | J  | V  | D  | E  | Pts | GP  | GC  | PEM  |
| ------------------- | -- | -- | -- | -- | --- | --- | --- | ---- |
| Montreal Canadiens  | 80 | 58 | 11 | 11 | 127 | 337 | 174 | 977  |
| Los Angeles Kings   | 80 | 38 | 33 | 9  | 85  | 263 | 265 | 1022 |
| Pittsburgh Penguins | 80 | 35 | 33 | 12 | 82  | 339 | 303 | 1004 |
| Detroit Red Wings   | 80 | 26 | 44 | 10 | 62  | 226 | 300 | 1922 |
| Washington Capitals | 80 | 11 | 59 | 10 | 32  | 224 | 394 | 951  |

#### Conferência Clarence Campbell
| Divisão Patrick     | J  | V  | D  | E  | Pts | GP  | GC  | PEM  |
| ------------------- | -- | -- | -- | -- | --- | --- | --- | ---- |
| Philadelphia Flyers | 80 | 51 | 13 | 16 | 118 | 348 | 209 | 1980 |
| New York Islanders  | 80 | 42 | 21 | 17 | 101 | 297 | 190 | 1277 |
| Atlanta Flames      | 80 | 35 | 33 | 12 | 82  | 262 | 237 | 928  |
| New York Rangers    | 80 | 29 | 42 | 9  | 67  | 262 | 333 | 911  |

| Divisão Smythe        | J  | V  | D  | E  | Pts | GP  | GC  | PEM  |
| --------------------- | -- | -- | -- | -- | --- | --- | --- | ---- |
| Chicago Black Hawks   | 80 | 32 | 30 | 18 | 82  | 254 | 261 | 944  |
| Vancouver Canucks     | 80 | 33 | 32 | 15 | 81  | 271 | 272 | 1122 |
| St. Louis Blues       | 80 | 29 | 37 | 14 | 72  | 249 | 290 | 1274 |
| Minnesota North Stars | 80 | 20 | 53 | 7  | 47  | 195 | 303 | 1191 |
| Kansas City Scouts    | 80 | 12 | 56 | 12 | 36  | 190 | 351 | 984  |

### Artilheiros
PJ = Partidas Jogadas, G = Gols, A = Assistências, Pts = Pontos, PEM = Penalizações em Minutos
| Jogador           | Time                           | PJ | G  | A  | Pts | PEM |
| ----------------- | ------------------------------ | -- | -- | -- | --- | --- |
| Guy Lafleur       | Montreal Canadiens             | 80 | 56 | 69 | 125 | 36  |
| Bobby Clarke      | Philadelphia Flyers            | 76 | 30 | 89 | 119 | 136 |
| Gilbert Perreault | Buffalo Sabres                 | 80 | 44 | 69 | 113 | 36  |
| Bill Barber       | Philadelphia Flyers            | 80 | 50 | 62 | 112 | 104 |
| Pierre Larouche   | Pittsburgh Penguins            | 76 | 53 | 58 | 111 | 33  |
| Jean Ratelle      | New York Rangers/Boston Bruins | 80 | 36 | 69 | 105 | 18  |
| Pete Mahovlich    | Montreal Canadiens             | 80 | 34 | 71 | 105 | 76  |
| Jean Pronovost    | Pittsburgh Penguins            | 80 | 52 | 52 | 104 | 24  |
| Darryl Sittler    | Toronto Maple Leafs            | 79 | 41 | 59 | 100 | 90  |
| Syl Apps, Jr.     | Pittsburgh Penguins            | 80 | 32 | 67 | 99  | 24  |

### Goleiros Líderes
PJ = Partidas Jogadas, MJ=Minutos Jogados, GC = Gols Contra, TG = Tiros ao Gol, MGC = Média de gols contra, V = Vitórias, D = Derrotas, E = Empates, SO = Shutouts
| Player           | Team                | PJ | MJ   | GC  | MGC  | V  | D  | E  | SO |
| ---------------- | ------------------- | -- | ---- | --- | ---- | -- | -- | -- | -- |
| Ken Dryden       | Montreal Canadiens  | 62 | 3580 | 121 | 2.03 | 42 | 10 | 8  | 8  |
| Chico Resch      | N.Y. Islanders      | 44 | 2546 | 88  | 2.07 | 23 | 11 | 8  | 7  |
| Dan Bouchard     | Atlanta Flames      | 47 | 2671 | 113 | 2.54 | 19 | 17 | 8  | 2  |
| Wayne Stephenson | Philadelphia Flyers | 66 | 3819 | 164 | 2.58 | 40 | 10 | 13 | 1  |
| Billy Smith      | N.Y. Islanders      | 39 | 2254 | 98  | 2.61 | 19 | 10 | 9  | 3  |
| Gilles Gilbert   | Boston Bruins       | 55 | 3123 | 151 | 2.90 | 33 | 8  | 10 | 3  |
| Tony Esposito    | Chicago Black Hawks | 68 | 4003 | 198 | 2.97 | 30 | 23 | 13 | 4  |
| Rogatien Vachon  | L.A. Kings          | 51 | 3060 | 160 | 3.14 | 26 | 20 | 5  | 5  |
| Wayne Thomas     | Toronto Maple Leafs | 64 | 3684 | 196 | 3.19 | 28 | 24 | 12 | 2  |
| Gary Simmons     | California Seals    | 40 | 2360 | 131 | 3.33 | 15 | 19 | 5  | 2  |

## Playoffs

### Tabela dos Playoffs
|  | Fase preliminar | Fase preliminar     | Fase preliminar     |                     |                | Quartas-de-final | Quartas-de-final | Quartas-de-final   |   |   | Semifinais          | Semifinais | Semifinais |  |   | Final da Stanley Cup | Final da Stanley Cup | Final da Stanley Cup |
|  |                 |                     |                     |                     |                |                  |                  |                    |   |   |                     |            |            |  |   |                      |                      |                      |
|  |                 |                     |                     |                     |                |                  |                  |                    |   |   |                     |            |            |  |   |                      |                      |                      |
|  |                 | 1                   | Montreal Canadiens  | 4                   |                |                  |                  |                    |   |   |                     |            |            |  |   |                      |                      |                      |
|  |                 |                     |                     | 4                   |                |                  |                  |                    |   |   |                     |            |            |  |   |                      |                      |                      |
|  |                 |                     | 10                  | Chicago Black Hawks | 0              |                  |                  |                    |   |   |                     |            |            |  |   |                      |                      |                      |
|  |                 |                     | 10                  | Chicago Black Hawks | 0              |                  |                  |                    |   |   |                     |            |            |  |   |                      |                      |                      |
|  |                 |                     |                     |                     |                |                  |                  |                    |   |   |                     |            |            |  |   |                      |                      |                      |
|  |                 |                     |                     |                     |                |                  |                  |                    |   |   |                     |            |            |  |   |                      |                      |                      |
|  |                 |                     |                     |                     |                |                  | 1                | Montreal Canadiens | 4 |   |                     |            |            |  |   |                      |                      |                      |
|  |                 |                     |                     |                     |                |                  |                  |                    | 4 |   |                     |            |            |  |   |                      |                      |                      |
|  |                 | 5                   | New York Islanders  | 1                   |                |                  |                  |                    |   |   |                     |            |            |  |   |                      |                      |                      |
|  | 4               | 5                   | New York Islanders  | 1                   | Buffalo Sabres | 2                |                  |                    |   |   |                     |            |            |  |   |                      |                      |                      |
|  | 4               |                     |                     |                     | Buffalo Sabres | 2                |                  |                    |   |   |                     |            |            |  |   |                      |                      |                      |
|  | 12              | St. Louis Blues     | 1                   |                     |                |                  |                  |                    |   |   |                     |            |            |  |   |                      |                      |                      |
|  | 12              | St. Louis Blues     | 1                   |                     | 4              | Buffalo Sabres   | 2                |                    |   |   |                     |            |            |  |   |                      |                      |                      |
|  |                 |                     |                     |                     | 4              | Buffalo Sabres   | 2                |                    |   |   |                     |            |            |  |   |                      |                      |                      |
|  |                 |                     | 5                   | New York Islanders  | 4              |                  |                  |                    |   |   |                     |            |            |  |   |                      |                      |                      |
|  | 5               | New York Islanders  | 5                   | New York Islanders  | 4              | 2                |                  |                    |   |   |                     |            |            |  |   |                      |                      |                      |
|  | 5               | New York Islanders  |                     |                     |                | 2                |                  |                    |   |   |                     |            |            |  |   |                      |                      |                      |
|  | 11              | Vancouver Canucks   | 0                   |                     |                |                  |                  |                    |   |   |                     |            |            |  |   |                      |                      |                      |
|  | 11              | Vancouver Canucks   | 0                   |                     |                |                  |                  |                    |   |   |                     |            |            |  | 1 | Montreal Canadiens   | 4                    |                      |
|  |                 |                     |                     |                     |                |                  |                  |                    |   |   |                     |            |            |  | 1 | Montreal Canadiens   | 4                    |                      |
|  |                 | 2                   | Philadelphia Flyers | 0                   |                |                  |                  |                    |   |   |                     |            |            |  |   |                      |                      |                      |
|  |                 | 2                   | Philadelphia Flyers | 0                   |                |                  |                  |                    |   |   |                     |            |            |  |   |                      |                      |                      |
|  |                 |                     |                     |                     |                |                  |                  |                    |   |   |                     |            |            |  |   |                      |                      |                      |
|  |                 |                     |                     |                     |                |                  |                  |                    |   |   |                     |            |            |  |   |                      |                      |                      |
|  |                 | 2                   | Philadelphia Flyers | 4                   |                |                  |                  |                    |   |   |                     |            |            |  |   |                      |                      |                      |
|  |                 |                     |                     | 4                   |                |                  |                  |                    |   |   |                     |            |            |  |   |                      |                      |                      |
|  |                 |                     | 7                   | Toronto Maple Leafs | 3              |                  |                  |                    |   |   |                     |            |            |  |   |                      |                      |                      |
|  | 7               | Toronto Maple Leafs | 7                   | Toronto Maple Leafs | 3              | 2                |                  |                    |   |   |                     |            |            |  |   |                      |                      |                      |
|  | 7               | Toronto Maple Leafs |                     |                     |                | 2                |                  |                    |   |   |                     |            |            |  |   |                      |                      |                      |
|  | 8               | Pittsburgh Penguins | 1                   |                     |                |                  |                  |                    |   |   |                     |            |            |  |   |                      |                      |                      |
|  | 8               | Pittsburgh Penguins | 1                   |                     |                |                  |                  |                    |   | 2 | Philadelphia Flyers | 4          |            |  |   |                      |                      |                      |
|  |                 |                     |                     |                     |                |                  |                  |                    |   | 2 | Philadelphia Flyers | 4          |            |  |   |                      |                      |                      |
|  |                 | 3                   | Boston Bruins       | 1                   |                |                  |                  |                    |   |   |                     |            |            |  |   |                      |                      |                      |
|  |                 | 3                   | Boston Bruins       | 1                   |                |                  |                  |                    |   |   |                     |            |            |  |   |                      |                      |                      |
|  |                 |                     |                     |                     |                |                  |                  |                    |   |   |                     |            |            |  |   |                      |                      |                      |
|  |                 |                     |                     |                     |                |                  |                  |                    |   |   |                     |            |            |  |   |                      |                      |                      |
|  |                 | 3                   | Boston Bruins       | 4                   |                |                  |                  |                    |   |   |                     |            |            |  |   |                      |                      |                      |
|  |                 |                     |                     | 4                   |                |                  |                  |                    |   |   |                     |            |            |  |   |                      |                      |                      |
|  |                 |                     | 6                   | Los Angeles Kings   | 3              |                  |                  |                    |   |   |                     |            |            |  |   |                      |                      |                      |
|  | 6               | Los Angeles Kings   | 6                   | Los Angeles Kings   | 3              | 2                |                  |                    |   |   |                     |            |            |  |   |                      |                      |                      |
|  | 6               | Los Angeles Kings   |                     |                     |                | 2                |                  |                    |   |   |                     |            |            |  |   |                      |                      |                      |
|  | 9               | Atlanta Flames      | 0                   |                     |                |                  |                  |                    |   |   |                     |            |            |  |   |                      |                      |                      |

### Finais
O então bicampeão da Stanley Cup, o Philadelphia Flyers, mais uma vez chegou às finais, mas foi batido em quatro jogos pelo Montreal Canadiens.
Montreal Canadiens vs. Philadelphia Flyers
| Data       | Visitantes   | Placar | Mandante     | Placar | Notes |
| ---------- | ------------ | ------ | ------------ | ------ | ----- |
| 9 de maio  | Philadelphia | 3      | Montreal     | 4      |       |
| 11 de maio | Philadelphia | 1      | Montreal     | 2      |       |
| 13 de maio | Montreal     | 3      | Philadelphia | 2      |       |
| 16 de maio | Montreal     | 5      | Philadelphia | 3      |       |

## Prêmios da NHL
| Prêmios de 1975-76 da NHL       | Prêmios de 1975-76 da NHL                      |
| ------------------------------- | ---------------------------------------------- |
| Troféu Príncipe de Gales:       | Montreal Canadiens                             |
| Taça Clarence S. Campbell:      | Philadelphia Flyers                            |
| Troféu Art Ross:                | Guy Lafleur, Montreal Canadiens                |
| Troféu Memorial Bill Masterton: | Rod Gilbert, New York Rangers                  |
| Troféu Memorial Calder:         | Bryan Trottier, New York Islanders             |
| Troféu Conn Smythe:             | Reggie Leach, Philadelphia Flyers              |
| Troféu Memorial Hart:           | Bobby Clarke, Philadelphia Flyers              |
| Prêmio Jack Adams:              | Don Cherry, Boston Bruins                      |
| Troféu Memorial James Norris:   | Denis Potvin, New York Islanders               |
| Troféu Memorial Lady Byng:      | Jean Ratelle, New York Rangers/Boston Bruins   |
| Prêmio Lester B. Pearson:       | Guy Lafleur, Montreal Canadiens                |
| Prêmio Mais/Menos da NHL:       | Bobby Clarke, Philadelphia Flyers              |
| Troféu Vezina:                  | Ken Dryden, Montreal Canadiens                 |
| Troféu Lester Patrick:          | Stan Mikita, George A. Leader, Bruce A. Norris |

### Times das Estrelas
| Primeiro Time                     | Position | Segundo Time                       |
| --------------------------------- | -------- | ---------------------------------- |
| Ken Dryden, Montreal Canadiens    | G        | Glenn Resch, New York Islanders    |
| Denis Potvin, New York Islanders  | D        | Borje Salming, Toronto Maple Leafs |
| Brad Park, Boston Bruins          | D        | Guy Lapointe, Montreal Canadiens   |
| Bobby Clarke, Philadelphia Flyers | C        | Gilbert Perreault, Buffalo Sabres  |
| Guy Lafleur, Montreal Canadiens   | RW       | Reggie Leach, Philadelphia Flyers  |
| Bill Barber, Philadelphia Flyers  | LW       | Rick Martin, Buffalo Sabres        |

## Estreias
O seguinte é uma lista de jogadores importantes que jogaram seu primeiro jogo na NHL em 1975-76 (listados com seu primeiro time, asterisco(*) marca estreia nos play-offs):
- Willi Plett, Atlanta Flames
- Dennis Maruk, California Golden Seals
- Bob Murray, Chicago Blackhawks
- Doug Jarvis, Montreal Canadiens
- Doug Risebrough, Montreal Canadiens
- Mario Tremblay, Montreal Canadiens
- Bryan Trottier, New York Islanders
- Mel Bridgman, Philadelphia Flyers

## Últimos Jogos
O seguinte é uma lista de jogadores importantes que jogaram seu último jogo na NHL em 1975-76 (listados com seu último time):
- Gary Bergman, Kansas City Scouts
- Bryan Hextall Jr., Minnesota North Stars
- Chico Maki, Chicago Black Hawks
- Bob Nevin, Los Angeles Kings
- Mickey Redmond, Detroit Red Wings
- Bill White, Chicago Black Hawks
- Terry Crisp, Philadelphia Flyers
- Andre Boudrias, Vancouver Canucks
- Tommy Williams, Washington Capitals

NOTA:  Boudrias e Williams terminariam suas carreiras profissionais na World Hockey Association.